# Skrapsår (film)
Skrapsår är en svensk kortfilm från 2009 i regi av Gabriela Pichler. Den tilldelades Guldbaggen för bästa kortfilm för filmåret 2009.